# Lithiumdisulfit
Lithiumdisulfit ist eine anorganische Verbindung aus der Gruppe der Disulfite.

## Herstellung und Entstehung
Lithiumdisulfit kann durch Einleiten von Schwefeldioxid in eine wässrige Lösung von Lithiumhydroxid gewonnen werden. Es entsteht auch in unerwünschten Nebenreaktionen in Lithium-Schwefeldioxid-Batteriezellen.